# Norwich Post
Pour un article plus général, voir Histoire de la presse écrite au Royaume-Uni.
Le Norwich Post est un journal de presse régionale britannique qui parut de 1701 à 1713. Il est considéré comme le premier journal anglais véritablement provincial de l'histoire.

## Histoire
La première édition du journal a été publiée au cours de l'été 1701 par l'imprimeur Francis Burges qui s'était installé au Red Well à Norwich et décédera en 1706. À partir du début novembre, le journal devient hebdomadaire. L'année suivante, un autre quotidien est créé en province, cette fois à Bristol, le Bristol Post-Boy.
À sa mort en 1706, sa veuve Elizabeth Burges poursuit l'œuvre de son mari, face à la concurrence du Norwich Postman, fondé en décembre 1706 et de la Norwich Gazette, apparue un mois après. Mais elle-même décède en 1709 et le journal revient à l'imprimeur, Freeman Collins, de Londres, qui lui envoie ses meilleurs apprentis, parmi lesquels Edward Cave, futur fondateur de The Gentleman's Magazine. A la morte de Collins en 1713, le journal s'incline devant son rival local, le Norwich Courant.